# Bik (praznina)
Praznina Bik je ogromni, skoro potpuno prazni prostor smještena između superskupa Perzej-Ribe i superskupa Djevica. Praznina Bik jedinstvena je jer je relativno blizu Zemlji i zbog toga što pomaže definirati rub superskupa Djevica. Unatoč svojoj blizini Zemlje, praznina Bik nije dobro proučena jer je, gledana sa Zemlje, djelomično zaklonjena Mliječnim putem. Ima nejasno definiranoj granici u dijelu neba koji je zaklonjen Mliječnim putem, no granica sa superskupom Perzej-Ribe je vrlo dobro definirana.

## Položaj
Na zemaljskom nebu, praznina Bik se proteže od ~2h40min do najmanje 4h rektascenzije, gdje rub praznije skriva Mliječni put, te u rasponu deklinacija a od 5° do 40°. Na svojem drugom kraju, praznina Bik ima jasno izraženi granicu sa superskupom Perzej-Ribe. Točnije, praznina je omeđena galaktičkim skupovima Abell 400, Abell 426 i Abell 374, unutar njihovog superskupa.
U 3D prostoru, praznina Bika se nalazi između superskupa Perzej-Ribe i našeg lokalnog skuperskupa Djevice. Smještena između ta dva superskupa, praznina Bik, zajedno s Lokalnom prazninom, definira granicu između ta dva superskupa (i donekle i superskupa Laniakea, jer superskup Djevica je tehnički dio mnogo većeg superskupa Laniakea).

## Zona izbjegavanja
Unatoč svojoj neposrednoj blizini Zemlje, prazninu Bik je teška za proučavanje jer se nalazi iza zone izbjegavanja (ZOA) - područja neba zaklonjenog Mliječnim putem. Praznina Bik leži iza područja visoke ekstincije.
Zbog činjenice da se velik dio praznine Bik nalazi iza područja visoke ekstincije, znanstvenici se suočavaju s izazovom kada pokušavaju odrediti gustoću i dimenzije Bikove praznine. Glavni problem je što se svjetlost iz prigušenih galaksija koje leže iza Mliječnog puta može ugasiti prije nego što dosegne Zemlju, sprečavajući znanstvenike da promatraju te galaksije. To bi navelo znanstvenike da vjeruju da je Bik praznina praznija nego što zapravo jest, jer ne mogu promatrati galaksije koje mogu biti prisutne.
To ne znači da Praznina Bik ipak nije stvarna praznina. Praznina je prethodno uočena u infracrvenom spektru (tamo gdje je manje ekstinkcije) kako bi se utvrdilo da je praznina zaista praznina. Uz to, postojala su i druga istraživanja koja su preslikala prazninu i druga koja su odredila brzinu izljeva galaksije iz praznine u druge superskupove. Zajedno, ove studije daju snažne dokaze da postoji praznina, unatoč poteškoćama u promatranju objekata iza Zone izbjegavanja.
Daljnji napori da se iza ZOA Mliječne staze ugleda kao što su ispitivanja ALFAZOA i ALFALFA mogu biti u mogućnosti vršiti preciznija mjerenja i postaviti bolja ograničenja u odnosu na parametre praznine u budućnosti. Istraživanja, provedena korištenjem radioteleskopa Arecibo, pokušat će potražiti svjetlo iz udaljenih galaksija koje su preinačene u valnu duljinu koja će se isticati u šumu koji izaziva Zona izbjegavanja Mliječnog Puta. Međutim, ta istraživanja imaju ograničen domet u smjeru sjever-jug (deklinacija) zbog ograničenja rada teleskopa Arecibo.